# Carmen Chalá
Carmen Anita Chalá Quilumba (7 de junio de 1966) es una deportista ecuatoriana que compitió en judo.
Ganó tres medallas en los Juegos Panamericanos entre los años 1999 y 2007, y dieciséis medallas en el Campeonato Panamericano de Judo entre los años 1996 y 2009. En los Juegos Suramericanos consiguió seis medallas entre los años 2002 y 2010.
Participó en tres Juegos Olímpicos de Verano entre los años 2000 y 2008, su mejor actuación fue un decimoctavo puesto logrado en Pekín 2008 en la categoría de +78 kg.

## Palmarés internacional
| Juegos Panamericanos    | Juegos Panamericanos            | Juegos Panamericanos | Juegos Panamericanos |
| Año                     | Lugar                           | Medalla              | Categoría            |
| ----------------------- | ------------------------------- | -------------------- | -------------------- |
| 1999                    | Winnipeg (Canadá)               | Medalla de bronce    | +78 kg               |
| 2003                    | Santo Domingo (Rep. Dominicana) | Medalla de bronce    | +78 kg               |
| 2007                    | Río de Janeiro (Brasil)         | Medalla de plata     | +78 kg               |
| Campeonato Panamericano |                                 |                      |                      |
| Año                     | Lugar                           | Medalla              | Categoría            |
| 1996                    | San Juan (Puerto Rico)          | Medalla de plata     | +72 kg               |
| 1998                    | Santo Domingo (Rep. Dominicana) | Medalla de bronce    | +78 kg               |
| 1999                    | Montevideo (Uruguay)            | Medalla de plata     | +78 kg               |
| 2000                    | Orlando (Estados Unidos)        | Medalla de oro       | +78 kg               |
| 2001                    | Córdoba (Argentina)             | Medalla de bronce    | Abierta              |
| 2002                    | Santo Domingo (Rep. Dominicana) | Medalla de bronce    | +78 kg               |
| 2003                    | Salvador (Brasil)               | Medalla de bronce    | +78 kg               |
| 2004                    | Isla de Margarita (Venezuela)   | Medalla de plata     | +78 kg               |
| 2004                    | Isla de Margarita (Venezuela)   | Medalla de plata     | Abierta              |
| 2005                    | Caguas (Puerto Rico)            | Medalla de oro       | +78 kg               |
| 2005                    | Caguas (Puerto Rico)            | Medalla de oro       | Abierta              |
| 2006                    | Buenos Aires (Argentina)        | Medalla de bronce    | +78 kg               |
| 2007                    | Montreal (Canadá)               | Medalla de bronce    | +78 kg               |
| 2008                    | Miami (Estados Unidos)          | Medalla de bronce    | Abierta              |
| 2009                    | Buenos Aires (Argentina)        | Medalla de bronce    | +78 kg               |
| 2009                    | Buenos Aires (Argentina)        | Medalla de bronce    | Abierta              |
| Juegos Suramericanos    |                                 |                      |                      |
| Año                     | Lugar                           | Medalla              | Categoría            |
| 2002                    | Río de Janeiro (Brasil)         | Medalla de oro       | +78 kg               |
| 2002                    | Río de Janeiro (Brasil)         | Medalla de plata     | Abierta              |
| 2006                    | Buenos Aires (Argentina)        | Medalla de plata     | Abierta              |
| 2006                    | Buenos Aires (Argentina)        | Medalla de bronce    | +78 kg               |
| 2010                    | Medellín (Colombia)             | Medalla de oro       | +78 kg               |
| 2010                    | Medellín (Colombia)             | Medalla de bronce    | Abierta              |